# Gurgel
Gurgel era una marca de automóviles brasileña, llamada así por su fundador, João do Amaral Gurgel. Fue fundada en 1969 y luego se especializó en vehículos de terreno basados en chasis del Volkswagen Tipo 1. El primer modelo todo en uno fue el Gurgel BR-800. Sin embargo, era difícil competir con los autos importados, como el Fiat Uno Mille, que costaba aproximadamente la misma cantidad a pesar de los altos impuestos sobre los autos importados. Otro modelo fue el Gurgel Carajás, un SUV que enfrentó una dura competencia del Lada Niva. La situación económica de Gurgel fue difícil, la producción cesó en 1993 y la empresa quebró en 1995.

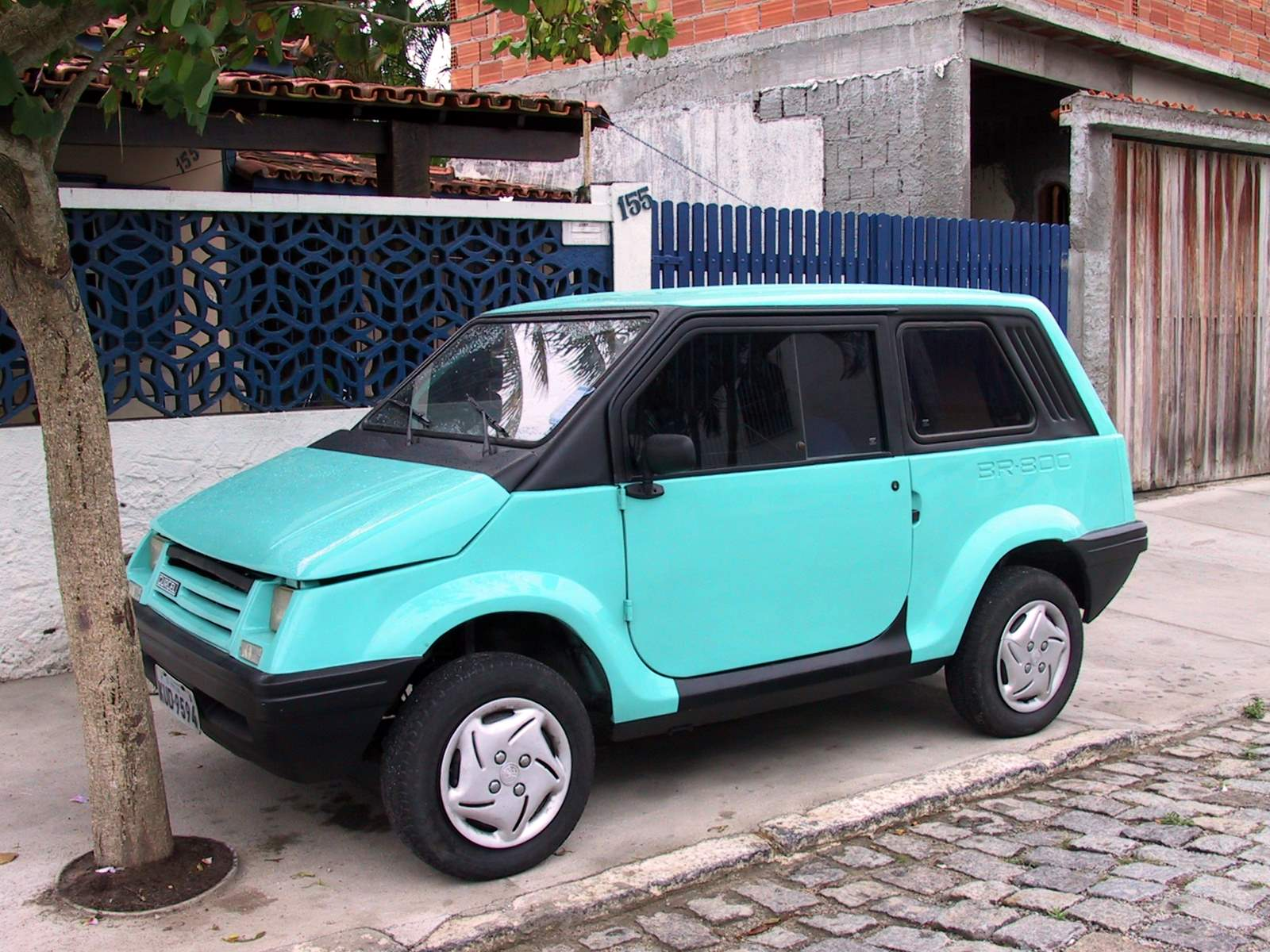
Gurgel BR-800
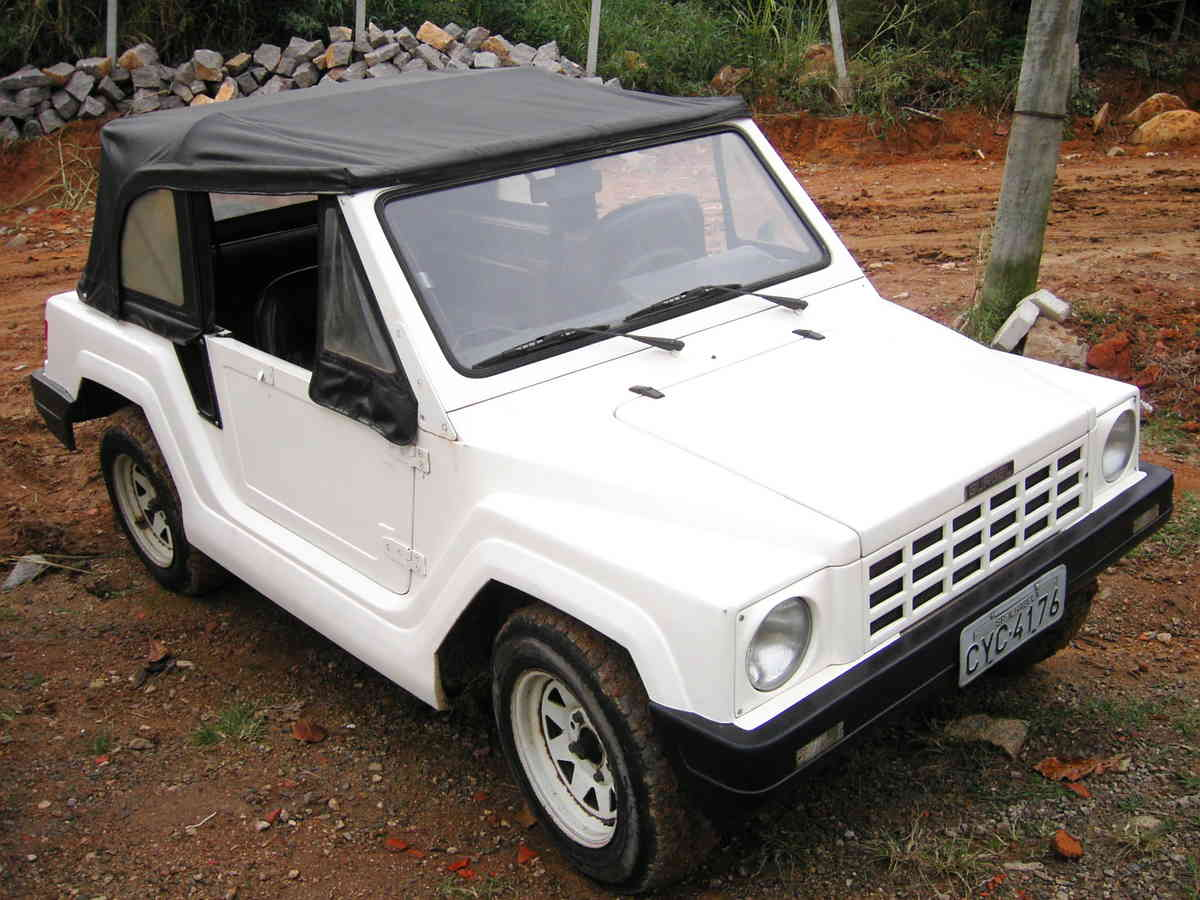
Jeep Gurgel
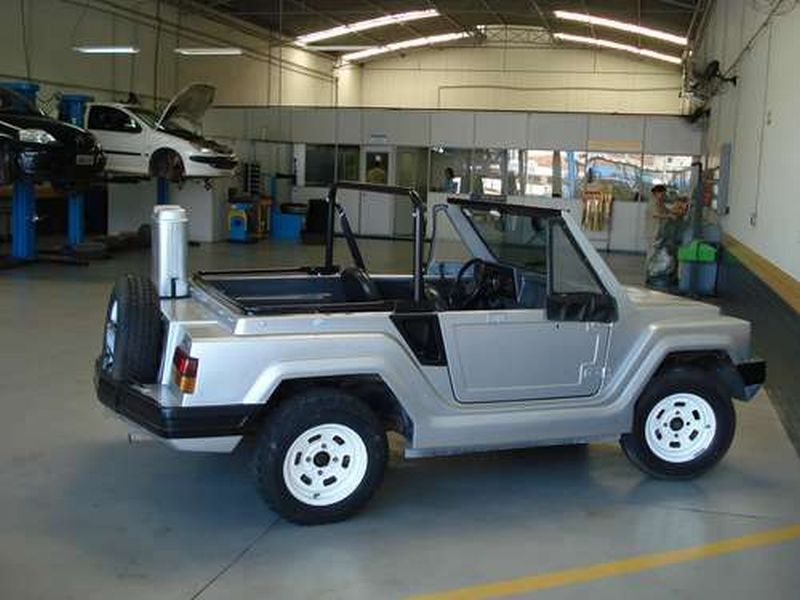
Gurgel X12
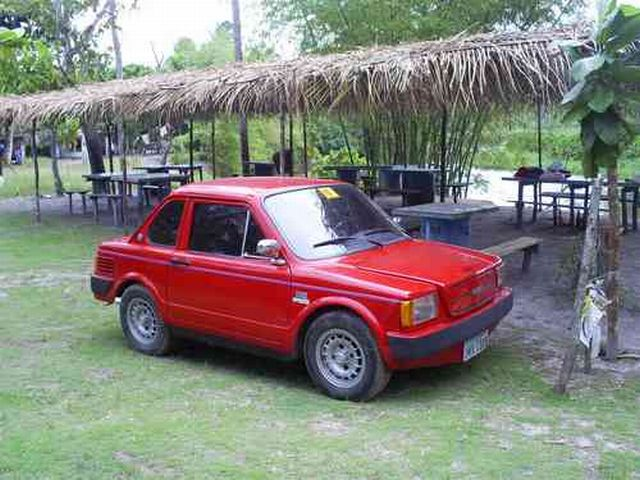
Gurgel Xef